# Monooxid diuhlíku
Monooxid diuhlíku je anorganická sloučenina se vzorcem C2O, patřící zároveň mezi karbeny, heterokumuleny a oxidy uhlíku.

## Výskyt
Monooxid diuhlíku se vytváří fotolýzou suboxidu uhlíku:
C3O2 → CO + C2O
Tato látka reaguje s oxidem dusnatým a dusičitým.
V organokovové chemii se pro monooxid diuhlíku používá název ketenyliden; nachází se jako ligand v některých karbonylech, jako je [OC2Co3(CO)9]+. Ketenylideny jsou pravděpodobnými meziprodukty Fischerových-Tropschových syntéz, kde se přeměňují oxid uhelnatý a vodík na uhlovodíky.
Organofosforečná sloučenina (C6H5)3PCCO obsahuje skupinu C2O.